# Sant'Agnello
Sant'Agnello est une commune de la ville métropolitaine de Naples, dans la région Campanie, en Italie.

## Administration
| Période                                  | Période  | Identité             | Étiquette | Qualité |
| ---------------------------------------- | -------- | -------------------- | --------- | ------- |
| 15 avril 2008                            | En cours | Gian Michele Orlando | Sinistra  |         |
| Les données manquantes sont à compléter. |          |                      |           |         |

### Communes limitrophes
Piano di Sorrento, Sorrente.